# Объединение общин (Германия)

Административное деление Германии

Объединение общин (нем. Gemeindeverband) — один из самых низких уровней административного деления Германии, существующий в том или ином виде в большинстве федеральных земель страны и предусмотренный Основным законом ФРГ. Представляет собой объединение двух или более соседних, обычно небольших, общин одного района. Образуются согласно законодательству соответствующей федеральной земли, являются субъектами права, имеют собственные органы и законодательно определённый перечень функциональных полномочий и обязанностей.
К типичным полномочиям объединений общин обычно относятся землепользование, водоотведение, строительство и обслуживание дорог местного значения, пожарная охрана, начальное образование, обеспечение деятельности публичных библиотек, спортивных площадок, кладбищ. Руководство объединением общин осуществляет бургомистр (мэр), которым нередко является мэр одной из общин, входящих в объединение, а также совет объединения и исполнительный комитет.

## Разновидности
Объединения общин Германии имеют разные названия в зависимости от федеральной земли, в которой они созданы:
- Мекленбург-Передняя Померания, Шлезвиг-Гольштейн — управление (Amt — амт);
- Бранденбург — управление (Amt — амт) или объединённая община[нем.] (Verbandsgemeinde);
- Баден-Вюртемберг, Гессен — административная ассоциация общин[нем.] (Gemeindeverwaltungsverband);
- Бавария — административные сообщества Баварии (Verwaltungsgemeinschaft);
- Тюрингия — административное сообщество[нем.] (Verwaltungsgemeinschaft), в ряде случаев управление может осуществляться управляющей общиной[нем.] (Erfüllende Gemeinde) без полноценной ассоциации;
- Саксония — административное сообщество[нем.] (Verwaltungsgemeinschaft) или административная ассоциация[нем.] (Verwaltungsverband);
- Рейнланд-Пфальц, Саксония-Анхальт — объединённая община (Verbandsgemeinde);
- Нижняя Саксония — совместная община[нем.] (Samtgemeinde).